# Cœur artificiel
Un cœur artificiel est une prothèse intra-corporelle (ou para-corporelle) conçue pour se substituer au cœur natif et exécuter les fonctions motrices de la circulation sanguine du corps humain, afin de traiter les personnes présentant de l'insuffisance cardiaque et autres maladies cardio-vasculaires graves. La recherche et les tentatives de production de cet organe artificiel ont montré que les principaux obstacles à surmonter sont l'autonomie, la taille de la prothèse qui, lorsque cette dernière est intra-corporelle, doit être anatomiquement compatible avec la cage thoracique, les risques d'infections liés au câble percutanés d'alimentation, et les risques thromboemboliques.
Il existe deux types de cœur artificiel :
- le cœur artificiel total, réservé aux malades graves, qui remplace totalement le cœur biologique. Le chirurgien laisse généralement les oreillettes en place et y connecte les ventricules automatiques ainsi que les vaisseaux. Au contraire d'une transplantation cardiaque, l'implantation d'un cœur artificiel ne présente aucun risque de rejet par le système immunitaire puisqu'il s'agit de matériaux biologiquement inertes. En revanche, d'autres risques prévalent, notamment les risques thromboemboliques. Le chirurgien cardiaque français Alain Carpentier a été pionnier dans ce domaine avec le cœur totalement artificiel de la société CARMAT, qui réussit une première implantation en décembre 2013[1] ;
- le cœur artificiel provisoire, de type Jarvik-7 (cœur pneumatique à diaphragme du nom de Robert Jarvik), dans l'attente d'une transplantation cardiaque.

Les dispositifs d'assistance ventriculaire représentent environ 4 500 opérations annuellement en France, (même s'il faut, pour cela, que la partie droite du cœur fonctionne normalement). En revanche, les assistances ventriculaires ne sont pas des cœurs artificiel en vertu du fait qu'elle ne remplacent pas le cœur natif du corps humain mais viennent se greffer à ce dernier de manière à l'assister dans l'exécution de ses fonctions moteur et circulatoire.

## Histoire
- En 1937, Vladimir Demikhov crée le premier cœur artificiel du monde et l'a implanté avec succès dans un chien (qui a survécu pendant deux heures après l'opération). Cette expérience a été publiée en avril 1938 dans le journal étudiant de l'université et a été présentée aux autres étudiants lors d'une conférence scientifique le mois suivant[2].
- En 1967, le Dr Willem Johan Kolff inaugura la division des organes artificiels à l’université de l'Utah et poursuivit ses études sur le cœur artificiel. Il réalisa plusieurs expériences avec des animaux.

1. En 1973, le veau Tony survécut 30 jours avec la première version du cœur du Dr Kolff.
2. En 1975, le taureau Burk survécut 90 jours avec un système de circulation externe.
3. En 1976, le veau Abebe survécut 184 jours avec le cœur artificiel Jarvik 5, autre système de circulation externe.
4. En 1981, le veau Alfred Lord Tennyson survécut pendant 268 jours avec le Jarvik 5.
5. Au fil des années, plus de 200 médecins, ingénieurs, étudiants et universités développèrent, testèrent et améliorèrent le cœur artificiel du Dr Kolff. Robert Jarvik a été nommé Directeur de Projet pour le cœur artificiel qui prit en conséquence le nom de Jarvik 7.

- 1969, le docteur Denton Cooley (en) pose le premier cœur artificiel total[3] (au Texas Heart Institut de Houston) sur un patient mourant à qui l’on ne trouvait pas de cœur humain d’un donneur. Le cœur était un système de circulation externe à l’étape expérimentale, ce dispositif très lourd (compresseur de 250 kg) fonctionnait à commande pneumatique. Il était composé de deux prothèses ventriculaires en plastique. Après 64 heures, le cœur artificiel fut retiré et remplacé par un cœur humain d’un donneur. Malheureusement, 32 heures après la transplantation, le patient décéda. Plus tard l’on comprit que c’était dû à une infection pulmonaire aigüe certainement aggravée par des médicaments immunosuppresseurs.
- En 1981, le docteur William DeVries (en) demanda à la FDA (Food and Drug Administration) d’implanter le Jarvik 7 chez un être humain. Le 2 décembre 1982, Dr Kolff implanta le Jarvik 7 dans le corps de Barney Clark, un dentiste de Seattle qui souffrait d’insuffisance cardiaque[4]. Le patient vécut durant 112 jours. Cependant pendant cette période, il resta attaché à un dispositif de 180 kg, connut des moments de trouble, des hémorragies et demanda plusieurs fois qu’on le laisse mourir. Bill Schroeder fut le second receveur du Jarvik 7 et vécut pendant un temps record de 620 jours.
- Les 19 et 27 juin 1989 à l'Hôpital Broussais sur des veaux. Les deux premiers sont des échecs car les veaux ne survivent pas à l'opération mais le deuxième permet de connaître la cause de ces échecs et le 15 mai 1991 le cœur bat in vivo. Le professeur Carpentier était accompagné de Claude Wartelle, ingénieur qui avait proposé que le cœur soit équipé d'un piston à actionnement hydraulique [5].
- En 1992, le Pr Tofy Mussivand (en), médecin iranien émigré à Ottawa, Canada, met au point un système de circulation externe assez petit pour être utilisé à domicile ou dans un bloc opératoire, encore utilisé en chirurgie cardiaque actuellement[6]. En janvier 1996, il invente le premier cœur artificiel implantable entièrement intra-thoracique[7]. Ce premier cœur est implanté durant 30 jours dans un veau, en 1999[8], qui sera euthanasié.
- Le 6 juillet 2001, le Jewish Hospital de Louisville a greffé un cœur artificiel — prototype de plastique et titane, fabriqué par Abiomed — à un patient. La pompe électrique, silencieuse, est alimentée par une pile interne sous-cutanée, rechargée par une batterie externe de la taille d’un baladeur. L'expérience est autorisée par la Food and Drug Administration pour 5 patients puis 15 si les résultats sont probants[9]. La batterie interne dure pendant 60 minutes, la batterie externe portable assure l'alimentation électrique pendant 4 heures. Ce cœur artificiel est destiné aux patients pour qui la transplantation est contre-indiquée. Cependant l’AbioCor présente certaines limites : à cause de sa taille il est compatible avec seulement 50 % de la population masculine et sa durée de vie est de 1 à 2 ans. C’est pourquoi AbioMed a abandonné le projet AbioCor pour se consacrer au développement du AbioCor II.
- En 2008, l'équipe du professeur Alain Carpentier, avec Matra Défense (Airbus Group) crée la société CARMAT et annonça disposer du premier cœur artificiel implantable français[10]. Pour limiter le risque de caillots, les parties en contact avec le sang sont constituées notamment de matériaux biocompatibles[11] (ici des tissus animaux traités chimiquement pour éviter un rejet immunologique) et il dispose d’une électronique embarquée, ce qui fait du cœur artificiel de CARMAT le premier cœur total biocompatible et auto-régulé. CARMAT a optimisé la forme de son cœur artificiel total et miniaturisé tous les sous-ensembles de la régulation médicale pour les intégrer à la prothèse, tout en conservant un volume d’éjection systolique physiologique, même en cas d’effort soutenu. Un simulateur d’implantation virtuelle permet au médecin de vérifier l’implantabilité du cœur avant l’opération.
- Encore en développement, en 2011, au Texas Heart Institute de Houston et sous la direction de Bily Cohn et Bud Frazier, le « cœur sans battement » utilise deux rotors, qui tournent pour faire circuler le sang en continu. En raison du faible nombre de pièces mobiles, il s'use moins. Bily Cohn qualifie sa création d'« artisanale » : pour les essais sur les animaux, il a assemblé deux systèmes d'assistance ventriculaire, en utilisant du matériel de bricolage stérilisé. Pour les tests sur les humains, il a choisi des éléments approuvés par la Food and Drug Administration.
- Le 18 décembre 2013 une première mondiale a lieu en France lorsque la société CARMAT voit son cœur totalement artificiel implanté pour la première fois dans un patient âgé de 76 ans, Claude Dany, à l’Hôpital Européen Georges Pompidou (HEGP) à Paris par le professeur Christian Latrémouille[12]. Jusqu'à fin août 2016, sur cinq patients implantés d'un cœur artificiel Carmat, tous sont morts.

## Technologie
Le cœur a un fonctionnement relativement facile à reproduire (par rapport à d'autres organes) puisqu'il fonctionne comme une pompe.
Les cœurs artificiels ne sont pas à confondre avec les assistances ventriculaires. Les cœurs artificiels comprennent au minimum 2 ventricules et viennent remplacer les ventricules natifs. Ils sont par ailleurs forcément de nature pulsatiles. Ces derniers peuvent être soit pneumatique (comme le cœur de Syncardia) ou soit électro-mécanique (comme le cœur CARMAT).
La technologie de ces cœurs artificiels sont des secrets industriels hautement sécurisés.
De l'information disponible au public, le fonctionnement du cœur CARMAT est le suivant :
- la prothèse comprend 2 cavités ventriculaires droite et gauche, chacune étant séparée par une bio-membrane en péricarde traité souple en 2 volumes, un pour le sang, un pour le liquide d’actionnement. Un sac externe souple contient le liquide d’actionnement et bat au rythme cardiaque ;
- par actionnement hydraulique via deux groupes moto-pompes miniatures, le liquide d’actionnement déplace cette bio-membrane en reproduisant le mouvement de la paroi ventriculaire du cœur humain lors de la contraction. Ce mouvement provoque l’admission et l’éjection du sang. Un dispositif électronique embarqué régule le fonctionnement de la prothèse en fonction des besoins des patients à partir d’informations données par des capteurs et traitées par un microprocesseur, pour obtenir le débit sanguin nécessaire sans augmenter systématiquement la fréquence de fonctionnement.

## Prototype de cœur artificiel souple en silicone
Le 10 juillet 2017, Nicholas Cohrs et ses collègues ont présenté un nouveau concept de cœur artificiel total souple dans le Journal of Artificial Organs. Le cœur a été développé au Laboratoire des matériaux fonctionnels de l'ETH Zurich.
Le cœur artificiel souple (SAH pour Soft Artificial Heart en anglais) a été créé à partir de silicone à l'aide de la technologie d'impression 3D. Le SAH est un monobloc en silicone. Il pèse 390 g, a un volume de 679 cm3 et fonctionne à l'air sous pression. Le SAH bouge et fonctionne fondamentalement comme un vrai cœur, mais actuellement ne bat que pour 3 000 battements (ce qui correspond à une durée de 30 à 50 minutes pour le battement cardiaque d'un individu moyen) dans une machine de circulation simulée hybride. Après quoi la membrane de silicone (2,3 mm d'épaisseur) entre le ventricule gauche et la chambre d'expansion d'air s'est rompue.
La durée de vie d'un prototype plus récent (utilisant divers polymères au lieu de silicone) était encore limitée, selon les rapports début 2018, ce modèle offrant une durée de vie utile de 1 million de battements cardiaques, soit environ dix jours dans un corps humain. Les chercheurs visent actuellement un prototype qui durerait jusqu'à 15 ans.

## Complications
La complication la plus fréquente est le saignement local.
Les accidents vasculaires cérébraux restent fréquents, imposant un traitement anticoagulant ; ce traitement est en revanche plus limité lors de l'utilisation de matériaux biocompatibles[réf. souhaitée].
Les infections sont le troisième type de complications des cœurs artificiels. Elles sont favorisées par la nécessité de la sortie d'une partie du matériel en dehors de l'organisme (câbles d'alimentation pour les derniers modèles). L'espoir réside dans le développement de systèmes d'alimentation par induction à travers la peau, permettant la fermeture totale de cette dernière autour du dispositif.
Les dispositifs à flux continu ont leurs propres complications : il y a plus de saignements digestifs, en partie dus à des troubles de la coagulation sanguine probablement provoqués par l'altération de certaines protéines par la pompe (maladie de Willebrand acquise).
De plus, le flux continu maintient la valve aortique en permanence ouverte, ce qui entraîne des modifications structurelles de cette dernière, en pratique sans importance, sauf si l'assistance ventriculaire est posée de manière transitoire, son retrait pouvant avoir comme conséquence une insuffisance aortique.
Il y a également des risques, pour l'instant hypothétiques car le taux de survie est trop bas, concernant l'effet d'un flux sanguin continu au sein des reins.

## En France
Plusieurs centres posent des cœurs artificiels, dont le groupe hospitalier de la Pitié-Salpêtrière - Charles Foix à Paris et le centre hospitalier universitaire de Nantes; ainsi qu'à l'hôpital européen Georges-Pompidou.
Le 18 décembre 2013, le premier cœur artificiel total CARMAT est implanté à l'hôpital européen Georges-Pompidou à Paris. Le patient décède moins de trois mois plus tard.
Le deuxième patient à avoir reçu un cœur artificiel CARMAT est opéré le 5 août 2014 à Nantes. Il est rentré chez lui le 2 janvier 2015, âgé de 69 ans. Son cœur fonctionne pendant huit mois, puis ce patient est hospitalisé pour une insuffisance circulatoire le 1er mai 2015 et décède le lendemain de complications opératoires malgré le remplacement de sa prothèse.
Le CHU de Rennes a confirmé le 6 septembre 2014 avoir lui aussi implanté un cœur totalement artificiel de marque SynCardia de fabrication américaine.
Le 28 avril 2015 est diffusée dans la presse l'annonce de l'implantation, le 8 avril 2015, d'une 3e prothèse cardiaque CARMAT par une équipe médicochirurgicale de l'Assistance publique-Hôpitaux de Paris. Le patient est décédé le 18 décembre 2015, mais le cœur artificiel n'en serait pas la cause[réf. nécessaire].